# ماتئو جراس
ماتئو جراس (انگلیسی: Matteo Gerace؛ زادهٔ ۲۷ اوت ۲۰۰۱) بازیکن فوتبال است.